# GParted
GParted (acrónimo de GNOME Partition Editor) es un editor de particiones para el entorno de escritorio GNOME. Esta aplicación es usada para crear, eliminar, redimensionar, inspeccionar y copiar particiones, como también los sistemas de archivos que se encuentran en ellas. Esto es útil para crear espacio para nuevos sistemas operativos, reorganizar el uso del disco y crear imágenes de un disco en una partición.
La aplicación utiliza la biblioteca GNU Parted para detectar y manipular dispositivos y tablas de partición, y varias herramientas de sistema de archivos dan mantenimiento los no soportados por libparted. Está escrito en el lenguaje C++ y utiliza gtkmm como interfaz gráfica. Se intenta mantener la interfaz gráfica de usuario lo más simple posible, conforme a las directrices de interfaz humana (Human Interface Guidelines).

## GParted LiveCD
Se encuentra disponible un LiveCD, antes basado en Slackware y ahora en Debian GNU/Linux, construido sobre la última rama estable núcleo Linux (4.17). Este LiveCD se actualiza con cada lanzamiento de GParted. El LiveCD de Ubuntu incluye esta aplicación entre sus utilidades. También se encuentra disponible en versión LiveUSB.
Cuando se carga LiveCD, se inicia una mini-distribución que contiene las siguientes aplicaciones:
- Escritorio Xfce
- Thunar como gestor de archivos
- Una aplicación para capturas de pantallas (por medio de Thunar se pueden guardar en un pendrive)
- Documentos de ayuda
- GParted
- XFree86

La versión 0.32.0-1, liberada el 23 de agosto de 2018, trae novedades respecto a mejoras en el mapeo de LUKS, manejo de particiones LVM, reconocimiento de firmas adicionales en el Gestor de arranque GRUB 2 entre otras mejoras. Como novedad, se le comenzó a brindar soporte en los repositorios de debian Sid, y el kernel  actualizado a la versión 4.17.17-1.
La versión 1.1.0-1 fue lanzada el 21 de enero de 2020 se ha probado exitosamente en VirtualBox, BIOS, UEFI y físicamente en computadoras AMD ATI, NVidia y gráficas de intel.

## Capacidades y limitaciones
GParted admite las siguientes operaciones en sistemas de archivos (si se han habilitado todas las funciones en la compilación del paquete, y si las herramientas necesarias están presentes en el sistema). El campo de 'copiar' indica si GParted es capaz de clonar el sistema de ficheros mencionado. GParted no puede incrementar el tamaño de las particiones sin existir un espacio vacío después de dicha partición, es decir, si existen dos particiones juntas no se podrá aumentar el tamaño de una en detrimento de la otra; pero esto es más bien una limitación técnica.
|           | Detectar | Leer | Crear | Aumentar | Disminuir | Mover | Copiar | Comprobar | Etiqueta | UUID |
| --------- | -------- | ---- | ----- | -------- | --------- | ----- | ------ | --------- | -------- | ---- |
| APFS      | Sí       | No   | No    | No       | No        | Sí    | Sí     | No        | No       | No   |
| BitLocker | Sí       | No   | No    | No       | No        | Sí    | Sí     | No        | No       | No   |
| Btrfs     | Sí       | Sí   | Sí    | Sí       | Sí        | Sí    | Sí     | Sí        | Sí       | Sí   |
| exFAT     | Sí       | Sí   | Sí    | No       | No        | Sí    | Sí     | Sí        | Sí       | Sí   |
| ext2      | Sí       | Sí   | Sí    | Sí       | Sí        | Sí    | Sí     | Sí        | Sí       | Sí   |
| ext3      | Sí       | Sí   | Sí    | Sí       | Sí        | Sí    | Sí     | Sí        | Sí       | Sí   |
| ext4      | Sí       | Sí   | Sí    | Sí       | Sí        | Sí    | Sí     | Sí        | Sí       | Sí   |
| F2FS      | Sí       | Sí   | Sí    | Sí       | No        | Sí    | Sí     | Sí        | No       | No   |
| FAT16     | Sí       | Sí   | Sí    | Sí       | Sí        | Sí    | Sí     | Sí        | Sí       | Sí   |
| FAT32     | Sí       | Sí   | Sí    | Sí       | Sí        | Sí    | Sí     | Sí        | Sí       | Sí   |
| HFS       | Sí       | Sí   | Sí    | No       | Sí        | Sí    | Sí     | No        | No       | No   |
| HFS+      | Sí       | Sí   | Sí    | No       | Sí        | Sí    | Sí     | Sí        | No       | No   |
| JFS       | Sí       | Sí   | Sí    | Sí       | No        | Sí    | Sí     | Sí        | Sí       | Sí   |
| RAID      | Sí       | Sí   | No    | No       | No        | Sí    | Sí     | No        | No       | No   |
| suspend   | Sí       | No   | No    | No       | No        | Sí    | Sí     | No        | No       | No   |
| swap      | Sí       | Sí   | Sí    | Sí       | Sí        | Sí    | Sí     | No        | Sí       | Sí   |
| LUKS      | Sí       | Sí   | No    | Sí       | No        | Sí    | Sí     | No        | No       | No   |
| LVM2 PV   | Sí       | Sí   | Sí    | Sí       | Sí        | Sí    | No     | Sí        | No       | No   |
| MINIX     | Sí       | No   | Sí    | No       | No        | Sí    | Sí     | Sí        | No       | No   |
| NILFS2    | Sí       | Sí   | Sí    | Sí       | Sí        | Sí    | Sí     | No        | Sí       | Sí   |
| NTFS      | Sí       | Sí   | Sí    | Sí       | Sí        | Sí    | Sí     | Sí        | Sí       | Sí   |
| ReFS      | Sí       | No   | No    | No       | No        | Sí    | Sí     | No        | No       | No   |
| Reiser4   | Sí       | Sí   | Sí    | No       | No        | Sí    | Sí     | Sí        | No       | No   |
| ReiserFS  | Sí       | Sí   | Sí    | Sí       | Sí        | Sí    | Sí     | Sí        | Sí       | Sí   |
| UDF       | Sí       | Sí   | Sí    | No       | No        | Sí    | Sí     | No        | Sí       | Sí   |
| UFS       | Sí       | No   | No    | No       | No        | Sí    | Sí     | No        | No       | No   |
| XFS       | Sí       | Sí   | Sí    | Sí       | No        | Sí    | Sí     | Sí        | Sí       | Sí   |
| ZFS       | Sí       | No   | No    | No       | No        | Sí    | Sí     | No        | No       | No   |